# 타비 러이바스
타비 러이바스(에스토니아어: Taavi Rõivas, 1979년 9월 26일~)는 에스토니아의 정치인이다. 2014년부터 2016년까지 제17대 에스토니아의 총리를 역임했다.
2014년 3월 26일부로 에스토니아의 총리에 취임했으며, 2016년 11월 23일 의회 불신임을 받게 되어 퇴임하였다.